# Отново двойка
„Отново двойка“ (на руски: „Опять двойка“) е картина на съветския художник и карикатурист Фьодор Павлович Решетников, нарисувана през 1952 година в стил социалистически реализъм. Съхранява се в Третяковската галерия. По-ранна авторска версия на картината се намира в колекцията „Art Russe“. Представлява маслено платно с размери 101 на 93 см.
Картината е добре известна на съветската аудитория, тъй като заради близостта на сюжета с реалния ученически живот картината е използвана в учебната програма в СССР както за илюстрация на жанра битова живопис в програмата по изобразително изкуство, така и в програмата по руски език в раздел „Развитие на устната и писмена реч“ като тема на съчинение по картинка.
„Отново двойка“ е втора част в трилогията на Решетников след картината „Пристигнал във ваканция“ („Прибыл на каникулы“) и преди картината „Поправитeлен изпит“ („Переэкзаменовка“). Интересна подробност е, че в картината „Отново двойка“ на стената е окачена репродукция на нарисуваната четири години по-рано първа част от трилогията „Пристигнал във ваканция“,, докато репродукция на „Отново двойка“ на свой ред е изобразена да виси на стената в третата картина от трилогията, „Поправителен изпит“, нарисувана две години по-късно през 1954 г.

## Сюжет
Картината изобразява семейството, което посреща у дома сина, току-що завърнал се от училище със слаба оценка. Момчето има нещастна физиономия, дрехите му са разкопчани, с омачкана яка, косата му е разрошена. Ушите му са зачервени от студа след каране на кънки, които се подават издайнически от смачканата и привързана с каиш ученическа чанта. Въздиша и цялото му изражение е опит да се докара съжаление заради двойката.
От дясната страна на картината е изобразена майката, приседнала на стол, уморена от домакинската си работа. Виждайки тъжното, но румено от студа лице на сина си, тя е разбрала, че той е играл по улиците и получената двойка не го интересува наистина. Майката е угрижена, защото осъзнава, че синът ѝ е мързеливец, но не знае как да му повлияе и безпомощно е отпуснала ръце. До майката е по-малкият брат на момчето, самият той яхнал колело, който се присмива на батко си, разбирайки много добре какво се случва.
В дъното на стаята, до трапезарната маса стои по-голямата сестра на момчето, която готви домашните си и го гледа укорително. Фигурата ѝ изпъква като тъмен силует на фона на отворената врата, от която навлиза светлина: прозорецът зад нея символизира нейното собствено светло бъдеще. Стойката ѝ, позата на главата ѝ и червената пионерска връзка на врата ѝ – всичко говори за неодобрението, което тя изпитва към поведението на брат си.
Единствено кучето се радва на момчето и го посреща, скачайки с предните си лапи на гърдите на момчето, подканвайки го към игра. Измъчените реакции на хората от семейството са в ярък контраст с искрената радост на животното, което не разбира преувеличаването на нещо толкова тривиално като училищна оценка.